# Union sportive Coarraze Nay rugby
Actualités
L'Union sportive Coarraze Nay rugby est un club français de rugby à XV créé le 12 mars 1962, représentant Coarraze et Nay.
Le club représente donc les villes voisines de Coarraze et Nay, et évolue en Fédérale 2 pour la saison 2024-2025.  
Le groupe Cancé, fondé par Robert Cancé, vice-président du club décédé le 29 avril 1979, est un partenaire historique du club. Le groupe donne son nom au tournoi international cadet organisé annuellement par le club depuis 1980. 

## Historique

### Prémices du rugby à Coarraze et à Nay

#### Histoire du Stade nayais

##### Fondation
Le Stade nayais est probablement fondé en 1900 ou 1901, puisque l'on retrace des parties de barette disputées entre les Coquelicots de Pau du lycée de Pau, menés par le Docteur Tissié et une équipe du Stade nayais le 28 mars 1901.
Le jeune équipe du Stade nayais ne dispose pas encore de terrain dédié, et évolue parfois au pré de Dufau, quartier Clarac,.
Le Stade nayais, évoluant avec des maillots rouges et noirs, affronte également les voisins bigourdans du Stade tarbais le 22 décembre 1901. Le Stade nayais est en proie à de graves troubles internes à partir de 1902. Le club n'est pas dissous, mais la pratique de la barette et du rugby-football est mise en sommeil. L'activité du club ne reprendra réellement qu'après la Première Guerre mondiale en 1919, avec dans ses rangs le jeune Albert Cazenave.
En 1905, le rugby reprend vie à Nay avec la fondation du Nay Étudiants Club. L'activité rugby ou barette persiste néanmoins, le Stade nayais disputant des rencontres amicales. 
L'Union sportive nayaise voit le jour le jour à Nay, dans le but de rapatrier les joueurs nayais qui jouaient alors majoritairement à la Section paloise.

##### Refondation après la Première Guerre mondiale
Au lendemain de la Première Guerre mondiale, le Stade nayais est refondé le 12 juin 1919, sous l'impulsion de Joseph Bengué, fabricant de meubles de Nay,. 
Des joueurs prometteurs intégrent l'équipe première, à l'image de Henri Mounès ou Joseph Châtelain. 
Le premier titre est obtenu en 1925, lorsque le club est sacré champion de Côte basque de 2e série. Le stade est rebaptisé Xavier Tourné, du nom de Jean-Xavier Tourné, tombé au champ d'honneur à Florina avec l'Armée française d'Orient. 
Le Stade nayais atteint la première division du championnat de France en 1930,. Le Stade parvient même à se qualifier et sortir des poules.
Le club se maintient en division Excellence pendant trois saisons, avant d'être relégué en division Honneur en 1933 puis en division inférieure l'année suivante,. L'équipe quinziste de Nay vient alors en concurrence avec la pratique du rugby à XIII.
Le club a été sévèrement affecté par la Seconde Guerre mondiale et est mis en sommeil de 1949 à 1956.

#### Histoire du Football Club Coarraze
Le Football Club Coarraze est créé en 1920, remportant le titre de champion de 3e série dès 1923. Le club est renommé Union sportive coarrazienne en 1958.

### Création de l'Union sportive Coarraze Nay rugby
En 1962, les clubs de l'Union sportive coarrazienne et du Stade nayais fusionnent afin de créer l'Union sportive Coarraze Nay. La naissance du club est déclarée le 12 mars 1962 à la préfecture, et officiellement enregistrée au Journal officiel le 26 mars. Cette fusion fait suite aux performances jugées peu satisfaisantes des deux clubs de Coarraze et de Nay après la Seconde Guerre mondiale.
Le club accède à la 3e division nationale en 1970, puis en 1973 à la 2e division.
Huitième de finaliste en 1975, le club manque la montée en première division sur ce match décisif avant d'être promu dans le groupe B de la 1re division en la saison suivante, restant à ce niveau pendant trois saisons.
L'USCN évolue successivement entre les deux premières divisions, accédant à l'élite de 1984 à 1986, puis de 1987 à 1989, et enfin lors de la saison 1990-1991.
Durant les années 1990, le club évolue entre les différentes divisions fédérales. En 2011, il est relégué en division Honneur.
À l'occasion des 50 ans du club, l'USCN remporte la finale du championnat du Béarn et ainsi promu en Fédérale 3,.

## Rivalité
Dans les années 1920 et 1930, le grand rival est le Football club oloronais.

## Identité visuelle

### Couleurs et maillots
Les couleurs du club sont le rouge et le bleu.

### Logo

Évolution du logo

## Palmarès
- Championnat du Béarn :
  - Champion du Béarn: 2015.
  - Champion du Bearn: 2012.
  - Champion de France excellence B: 2007.
  - Champion de France juniors Balandrade: 1981.
  - Champion du Bearn de 2e série : 1967[23].

## Personnalités du club

### Joueurs emblématiques
- Christian Alias[26]
- Bertrand Aurignac[26]
- Michel Aurignac[26]
- Bernard Barraque[26]
- Bernard Bassi[26]
- Albert Cazenave
- Théo Cazenave
- Joseph Châtelain
- Henri Mounès
- Sébastien Bria[26]
- Jean-Louis Crouseilles[26]
- Hervé Dequidt[26]
- Yves Dequidt[26]
- Michel Laguerre[26]
- Ludovic Loustau[26]
- Roger Malaganne[26]
- Christian Malterre[26]
- Robert Malterre[26]
- Stéphane Passicos[26]
- Vincent Payot[26]
- Jean-Baptiste Peyras-Loustalet[26]
- Christophe Pomme[26]
- Jean-Michel Pomme[26]
- Régis Rameau[26]
- Frédéric Terrail[26]
- Olivier Toulouze[26]
- Damien Traille[26]
- René Traille[26]
- Pierre Triep-Capdeville[26]
- Census Johnston
- Boris Goutard

### Présidents
Les personnes suivantes se succèdent au poste de président de la fédération :
- Francis Minvielle (1962-1969)
- Jean Bellan (1969-1975)
- Michel Rougier (1975-1986)
- Francis Esturonne (1986-1989)
- Daniel Gouffé (1989-1992)
- André Pourtau et Edouard Cazenave (1992-1995)
- Patrick Despagnet (1995-2005)
- Jean Cazaban (2005-2011)
- Marc Labat (2011-2014)
- Patrick Lachampre (2014)

## Tournoi international cadet Robert-Cancé
Le tournoi international Robert Cancé, organisé par l'US Coarraze Nay, est un tournoi de référence dans la catégorie cadet. Le tournoi se tient de manière annuelle depuis 1981 lors du week-end de Pâques, regroupant 24 équipes.
Parmi les joueurs ayant pris part au tournoi au fil des années, on retrouve entre autres Richard Dourthe et Raphaël Ibañez (US Dax), Teddy Thomas (Biarritz olympique Pays basque), Camille Lopez (Sport athlétique mauléonais), Christopher Tolofua, Jean-Marc Doussain, Gillian Galan, Sébastien Bézy, Jean-Pascal Barraque (Stade toulousain), Romain Cabannes (Stade montois), Rémi Talès et bien d'autres encore.
De nombreuses équipes britanniques, belges, allemandes, italiennes ou espagnoles participent régulièrement. Le tournoi a même vu la participation d'équipes néo-zélandaises, des États-Unis (New York en 1997 et 2007, vainqueur de la coupe de Consolation) et une sélection de l’île de la Réunion.
Après trois échecs en finale en 1994, 2003 et 2005, l'Union sportive Coarraze Nay rugby l'emporte en 2014-2015.

### Palmarès
La Section paloise détient le record de victoires avec neuf éditions emportées. L'US Dax, est seconde avec cinq victoires.
Le SA Mauléon, le FC Auch, le FC Lourdes, le Stadoceste tarbais et le Stade montois ont quant à eux inscrits deux fois leur nom au palmarès.
La première équipe étrangère à remporter le tournoi est le club anglais du Bracknell RFC (en) en 2007.